# Alfonsas Eidintas
Alfonsas Eidintas (4 de enero de 1952 en Vaiguva, Distrito de Kelme, Lituania) es un historiador, diplomático, y novelista lituano. Es el embajador de su país en Grecia.

## Biografía
Entre 1969 y 1973, Eidintas estudió historia en la Universidad Pedagógica de Vilna, donde también ejercerá como conferencista principal, docente, cabeza del Departamento de Historia Universal, y vicedecano en aquella institución. De 1986 hasta 1993 fue el Subdirector de Investigaciones en el Instituto de Historia de Lituania de la Academia de Ciencias de Lituania, recibiendo su habilitación en 1990.
Eidintas Ingresó al servicio diplomático en 1993, donde ejerció como el embajador de Lituania en los Estados Unidos. También ha servido como embajador Extraordinario y Plenipotenciario de su país en Canadá, México, Noruega, Israel, Chipre, Etiopía, Sudáfrica, y Nigeria. Trabajó en el Ministerio de Asuntos Exteriores, más recientemente como embajador-en grande- en la información del Ministerio de Extranjería y el Departamento de Relaciones Públicas; y fue un conferencista en el Instituto de Relaciones Internacionales y Ciencias Políticas.
A partir del 2009, es autor de 17 libros y de al menos 50 artículos científicos sobre política e historia de su país, y publicó una obra de ficción histórica, Ieškok Maskvos sfinkso (En búsqueda de la esfinge de Moscú).

## Libros
- Jonas Sliupas: Knyga mokiniams. 1989.
- Naujas poziuris i Lietuvos istorija. 1989.
- Antanas Smetona: Politines biografijos bruozai. 1990.
- Lietuvos Respublikos prezidentai. 1991.
- Slaptasis lietuviu diplomatas: istorinis detektyvas. 1992.
- Kazys Grinius: Ministras pirmininkas ir prezidentas. 1993
- Lietuviu kolumbai: Lietuviu emigracijos istorijos apybraiza. 1993.
- Aleksandras Stulginskis: Lietuvos prezidentas, Gulago kalinys. 1995.
- Lietuvos ambasados rūmų Washington, D.C. istorija. 1996.
- Lituania en la Política Europea: Los Años de la Primera República, 1918-1940 (con Vytautas Zalys). 1999.
- Presidente de Lituania: Prisionero del Gulag, una Biografía de Aleksandras Stulginskis. 2001.
- Žydai, lietuviai ir holokaustas. 2002.
- Judíos, Lituanos y el Holocausto. 2003.
- Emigración lituana a los Estados Unidos 1868-1950. 2003.
- Ambasadorius = Embajador: tarnyba savo valstybei svetur: skiriama Lietuvos Respublikos užsienio reikalų ministerijos 85 conocióų sukakčiai. 2003.
- Ieškok Maskvos sfinkso: istorinis romanas. 2006.
- Žydai, Izraelis ir palestiniečiai. 2007.
- Erelio sparnų dvelksmas: istorinis romanas: "Ieškok Maskvos sfinkso" tęsinys. 2008.
- Istorija kaip politika: įvykių raidos apžvalgos. 2008.
- Aukštai šaltos žvaigždės: istorinis romanas: "Ieškok Maskvos sfinkso" ir "Erelio sparnų dvelksmo" tęsinys. 2009.